# Гарсия, Амадео
Амадео Гарсия Саласар (исп. Amadeo García de Salazar; 31 марта 1886 или 1887, Витория-Гастейс — 18 июля 1947) — испанский футбольный тренер. Тренировал «Алавес» и сборную Испании, которую возглавлял на чемпионате мира 1934 года.

## Карьера тренера
Амадео Гарсия был одним из первых энтузиастов развития футбола в Испании. В баскском городе Витория-Гастейс с 1926 году Гарсиа Саласар возглавил недавно созданную команду «Алавес». В то время развитие футбола в стране только зарождалась, однако тактические построения команды Саласара выделялись на общем фоне. Мастерство организации защиты стало его визитной карточкой. Но «Алавес» не только имел чёткие оборонительные построения, но и пытался экспериментировать с новой на то время системой «дубль-ве».
К началу 1930-х годов у Гарсии сложился устойчивый авторитет большого знатока футбола. Именно поэтому ему было поручено возглавить сборную Испании на чемпионате мира 1934 года. На том чемпионате испанскую команду к числу главных фаворитов не относили. В Испания которая переживала не лучшие времена, не было средств на заграничные турне и товарищеские матчи, которые проводили в большом количестве австрийцы и итальянцы, поэтому в преддверии турнира «красная фурия» оставались загадкой.
На турнир Гарсиа Саласар взял хорошо укомплектованный состав. Ворота защищал один из лучших вратарей довоенного футбола Рикардо Самора, пару защитников составили Хасинто Кинкосес и Сириако Эррасти, а в атаке основную роль играли баски: в центре Исидро Лангара, Луис Регейро и фланговый форвард Гильермо Горостиса. Однако главным, что выделяло эту команду среди большинства других, была грамотная тактическая организация игры. За счет этого в 1/8 финала были повержены бразильцы (3:1), среди которых выделялся совсем молодой ещё Леонидас.
После уверенной победы над бразильцами Испания стала восприниматься, как серьёзная сила, способная дать бой хозяевам турнира — итальянцам, на которых испанцы вышли в четвертьфинале. Игра кроме спортивной составляющей имела и политическую подоплеку — это было противостояние республиканской Испании и фашистского режима Муссолини, вместе с тем это было столкновение обеспеченных и привыкших к развитой футбольной инфраструктуре итальянцев и бедных в то время испанцев.
Игра получилась крайне нервной. Несмотря на родное поле, классный подбор игроков и значительную поддержку фанатов во главе с самим Бенито Муссолини, первый гол забили испанцы (Регейро удачно исполнил штрафной). В конце первого тайма Джузеппе Меацца сравнял счёт, а после перерыва итальянцы устроили осаду ворот Саморы. Испанские же контратаки подавлялись откровенной грубостью, на которую арбитр смотрел сквозь пальцы. Особенно в этом смысле старался защитник аргентинского происхождения Луис Монти. Испанцы благодаря удачной игре Саморы выстояли, но семь игроков основного состава, включая самого Самору, вследствие тяжёлых травм не смогли принять участие в переигровке, которая состоялась через сутки. В переигровке повторился сценарий второго тайма первого матча. Итальянские защитники продолжали бить игроков сборной Испании, которой пришлось заканчивать матч ввосьмером: Кинкосес, Регейро и Боск были вынесены с поля. Швейцарский судья Рене Марсе (вскоре после игры Швейцарская футбольная федерация лишила его профессиональной лицензии) был абсолютно равнодушен к фолам итальянцев и не засчитал чистый гол Чачо в их ворота. В итоге сборная Италии добилась победы (1:0), но её репутация оказалась сильно испорчена. В футбольном мире матч вызвал бурю негодования, и чемпионат 1934 года многие стали называть «карманным чемпионатом Муссолини».
Испанцы Гарсии Саласара вернулись на родину почти как герои. Но долго эта команда не просуществовала. С началом гражданской войны (1936—1939 годов) многие футболисты были мобилизованы. Амадео Гарсиа Саласар руководил сборной вплоть до 1938 года, но с началом войны его работа стала формальностью. В 1938 году Испания не смогла выступить чемпионате мира во Франции, после чего Гарсия окончательно перестал работать со сборной.
Умер испанский тренер 18 июля 1947 года на 62-м году жизни. За выдающиеся достижения испанской тренерской школы одна из площадей в его родной Витории носит имя Амадео (исп.  Amadeo Garcia de Salazar Plaza).